# Patricio Reyes
Óscar Patricio Reyes (Arica, 16 december 1957) is een voormalig profvoetballer uit Chili, die gedurende zijn carrière speelde als verdediger. Hij kwam tien seizoenen (1981-1991) uit voor Universidad de Chile.

## Interlandcarrière
Reyes speelde dertig officiële interlands voor Chili in de periode 1983-1989, en scoorde één keer voor de nationale ploeg. Hij maakte zijn debuut in de vriendschappelijke uitwedstrijd tegen Brazilië (3-2) op 28 april 1983 in Rio de Janeiro, net als Luis Mosquera, Rubén Espinoza en Marcelo Pacheco. Reyes nam met Chili deel aan twee opeenvolgende edities van de Copa América (1987 en 1989).